# تيموثي إل. جونسون
تيموثي إل. جونسون (بالإنجليزية: Timothy L. Johnson)‏ هو شخصية أعمال وسياسي أمريكي، ولد في 2 ديسمبر 1959 بكوسيوسكو في الولايات المتحدة. حزبياً، نشط في الحزب الجمهوري. وقد انتخب عضو مجلس ولاية مسيسيبي.